# استنلی توچی
استنلی توچی (به انگلیسی: Stanley Tucci) (زاده ۱۱ نوامبر ۱۹۶۰) بازیگر، کارگردان، نویسنده و تهیه‌کننده آمریکایی است.

## گزیده فیلم‌شناسی
- شرف خانواده پریتزی (۱۹۸۵)
- آن دختر کیست؟ (۱۹۸۷)
- میمون می‌درخشد (۱۹۸۸)
- بردگان نیویورک (۱۹۸۹)
- تغییر سریع (۱۹۹۰)
- مردان محترم (۱۹۹۰)
- بیلی باتگیت (۱۹۹۱)
- در سوپ (۱۹۹۲)
- بتهوون (۱۹۹۲)
- مقدمه یک بوسه (۱۹۹۲)
- چشم عمومی (۱۹۹۲)
- بلوز مخفی (۱۹۹۳)
- پرونده پلیکان (۱۹۹۳)

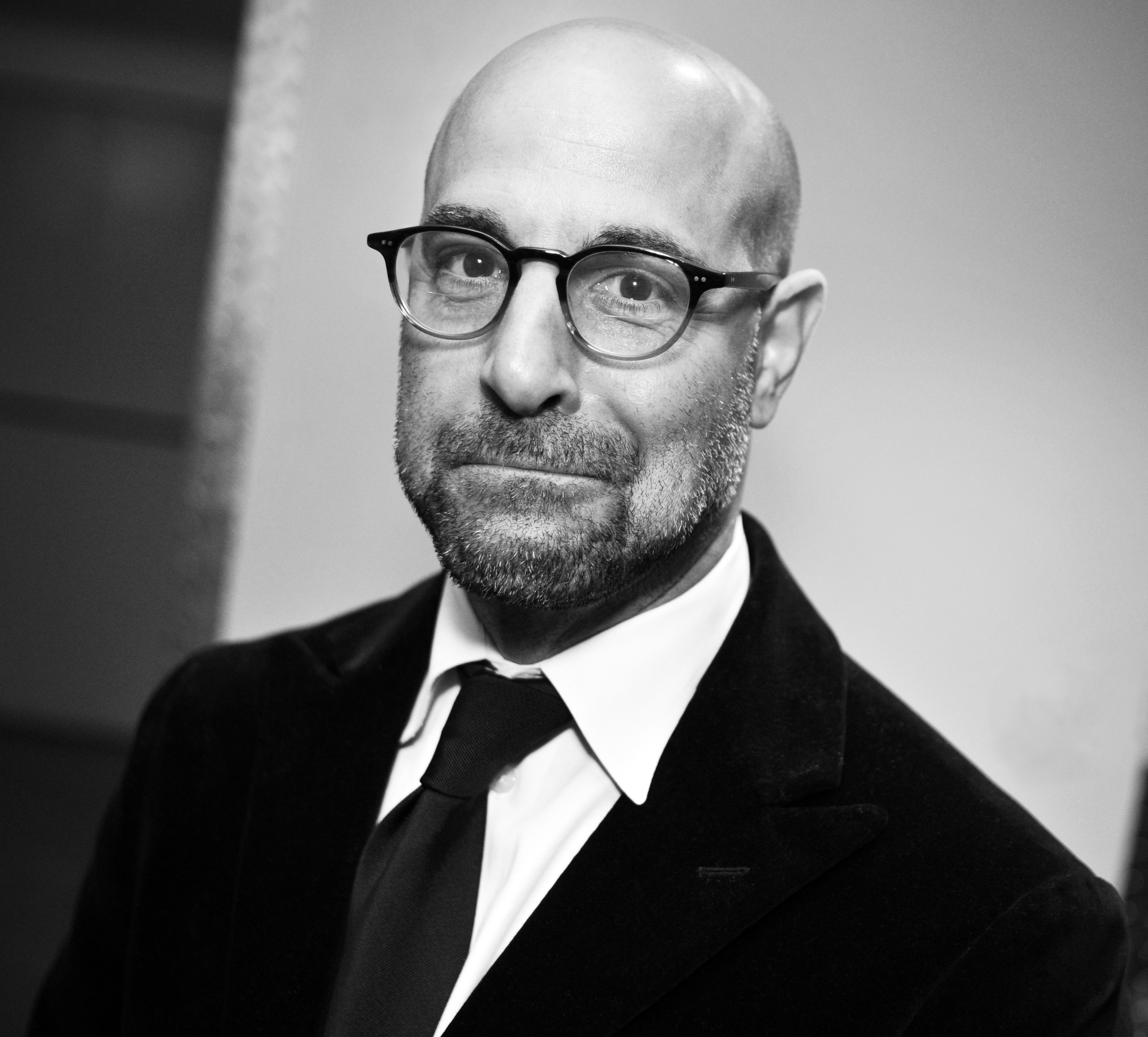
استنلی در سال ۲۰۰۹

- ممکن است برای تو هم اتفاق بیفتد (۱۹۹۴)
- خانم پارکر و محفل شرور (۱۹۹۴)
- کسی برای دوست داشتن (۱۹۹۴)
- وظیفه هیئت منصفه (۱۹۹۵)
- بوسه مرگ (۱۹۹۵)
- روابط مدرن (۱۹۹۶)
- مسافران روز (۱۹۹۶)
- شب بزرگ (۱۹۹۶)
- هری ساختارشکن (۱۹۹۷)
- هشداردهنده (۱۹۹۷)
- یک زندگی کمتر معمولی (۱۹۹۷)
- فرشته هجدهم (۱۹۹۸)
- مونتانا (۱۹۹۸)
- فریبکار (۱۹۹۸)
- رؤیای شب نیمه تابستان (۱۹۹۹)
- در عمق زیاد (۱۹۹۹)
- راز جو گولد (۲۰۰۰)
- پیاده‌روهای نیویورک (۲۰۰۱)
- دلبران آمریکا (۲۰۰۱)
- از سیر تا پیاز (۲۰۰۱)
- توطئه (۲۰۰۱)
- دردسر بزرگ (۲۰۰۲)
- راهی به تباهی (۲۰۰۲)
- خدمتکاری در منهتن (۲۰۰۲)
- هسته (۲۰۰۳)
- چرخش (۲۰۰۴)
- زندگی و مرگ پیتر سلرز (۲۰۰۴)
- ترمینال (۲۰۰۴)
- مایل هستید برقصیم؟ (۲۰۰۴)
- ربات‌ها (۲۰۰۵)
- شماره شانس اسلوین (۲۰۰۶)
- شیطان پرادا می‌پوشد (۲۰۰۶)
- حقه (۲۰۰۶)
- چهار ترانه آخر (۲۰۰۷)
- قرار ملاقات دو ناشناس (۲۰۰۷)
- کیت کیترج: یک دختر آمریکایی (۲۰۰۸)
- میمون‌های فضایی (۲۰۰۸)
- رأی‌دهندگان مردد (۲۰۰۸)
- الان چه اتفاقی افتاد (۲۰۰۸)
- افسانه دسپرو (۲۰۰۸)
- جولی و جولیا (۲۰۰۹)
- استخوان‌های دوست‌داشتنی (۲۰۰۹)
- ایزی ای (۲۰۱۰)
- برلسک (۲۰۱۰)
- مارجین کال (۲۰۱۱)
- کاپیتان آمریکا: نخستین انتقام‌جو (۲۰۱۱)
- شراکتی که نگاه می‌داری (۲۰۱۲)
- بازی‌های گرسنگی (۲۰۱۲)
- گامبیت (۲۰۱۲)
- شراکتی که نگاه می‌داری (۲۰۱۲)
- جک غول‌کش (۲۰۱۳)
- دریای هیولاها (۲۰۱۳)
- دسته پنجم (۲۰۱۳)
- بازی‌های گرسنگی: اشتعال (۲۰۱۳)
- چند صبح مخملی (۲۰۱۳)
- باد برمی‌خیزد (۲۰۱۴)
- آقای پیبادی و شرمن (۲۰۱۴)
- ماپت‌ها: تحت تعقیب (۲۰۱۴)
- تبدیل‌شوندگان: عصر انقراض (۲۰۱۴)
- وایلد کارد (۲۰۱۴)
- هرج‌ومرج کوچک (۲۰۱۴)
- بازی‌های گرسنگی: زاغ مقلد – بخش ۱ (۲۰۱۴)
- لری گی (۲۰۱۵)
- اسپات‌لایت (۲۰۱۵)
- بازی‌های گرسنگی: زاغ مقلد – بخش ۲ (۲۰۱۵)
- پرتره نهایی (۲۰۱۷)
- دیو و دلبر (۲۰۱۷)
- تبدیل‌شوندگان: آخرین شوالیه (۲۰۱۷)
- قانون کودکان (۲۰۱۷)
- تسلیم (۲۰۱۷)
- نمایش سگ‌ها (۲۰۱۸)
- بیمار صفر (۲۰۱۸)
- یک جنگ خصوصی (۲۰۱۸)
- شکارچی شب (۲۰۱۸)
- سکوت (۲۰۱۹)
- ارزش (۲۰۲۰)
- ابرنواختر (۲۰۲۰)
- جادوگرها (۲۰۲۰)
- شوک (۲۰۲۱)
- کینگزمن (۲۰۲۱)
- ویتنی هیوستون: می‌خوام با کسی برقصم (۲۰۲۱)
- مجمع سری (۲۰۲۴)
- الکتریک استیت (۲۰۲۵)
- چشمه جوانی (۲۰۲۵)